# 延坪镇
延坪镇，是中华人民共和国陕西省商洛市山阳县下辖的一个乡镇级行政单位。

## 行政区划
延坪镇下辖以下地区：
中节村、白沙村、枫树村、马家店村、龙洞沟村、铁炉村、泉河村、李家河村、茶胡岭村、蒿坪河村、青石沟村、两岔河村、西河村、正沟村和五沟村。